# David Bade
David Benjamin Bade (Willemstad (Curaçao), 20 maart 1970) is een Nederlandse beeldhouwer, installatiekunstenaar, schilder en tekenaar.

## Leven en werk
Bade studeerde van 1987 tot 1991 aan de lerarenopleiding (handvaardigheid en tekenen) van de Hogeschool Holland in Diemen en bezocht aansluitend tot 1993 Ateliers '63 in Haarlem.
Bade kreeg in 1993 de prestigieuze Prix de Rome en in 2010 won hij de Sikkens Prize, een onregelmatig toegekende prijs van de Sikkens Foundation. Hij was van 2000 tot 2003 gasthoogleraar aan de Hochschule für Gestaltung in Bremen. In 2006 richtte hij samen met Tirzo Martha en kunsthistoricus Nancy Hoffmann het Instituto Buena Bista (IBB) op Curaçao op, waarvan beiden directeur zijn. Het IBB verzorgt een "artist-in-residency" programma, organiseert een groot aantal culturele projecten en biedt opleidingsmogelijkheden voor lokale kunstenaars.
Bade was in 2016 jurylid van de Rotterdamse Dolf Henkesprijs.
Bade werkte met Tirzo Martha mee aan de tentoonstelling Slavernij in het Rijksmuseum van 12 februari tot en met 30 mei 2021.

## Enkele werken
- Anita (2001), Internationale Beelden Collectie in Rotterdam
- Big Fish Day (avant la lettre) (2002), Beeldenpark Kunstmuseum Den Haag in Den Haag
- Badende Beelden (2004), Stadhuis in Vlissingen
- Einkaufswagen (2005)[4], winkelcentrum Bremen-Vahr
- Ins Blaue (2012), te zien in de Beeldentuin van Museum de Fundatie bij Kasteel het Nijenhuis te Heino. Ook te zien geweest bij Lowlands in Biddinghuizen
- Calimero (2013), Beeldengalerij P. Struycken, Den Haag

## Fotogalerij

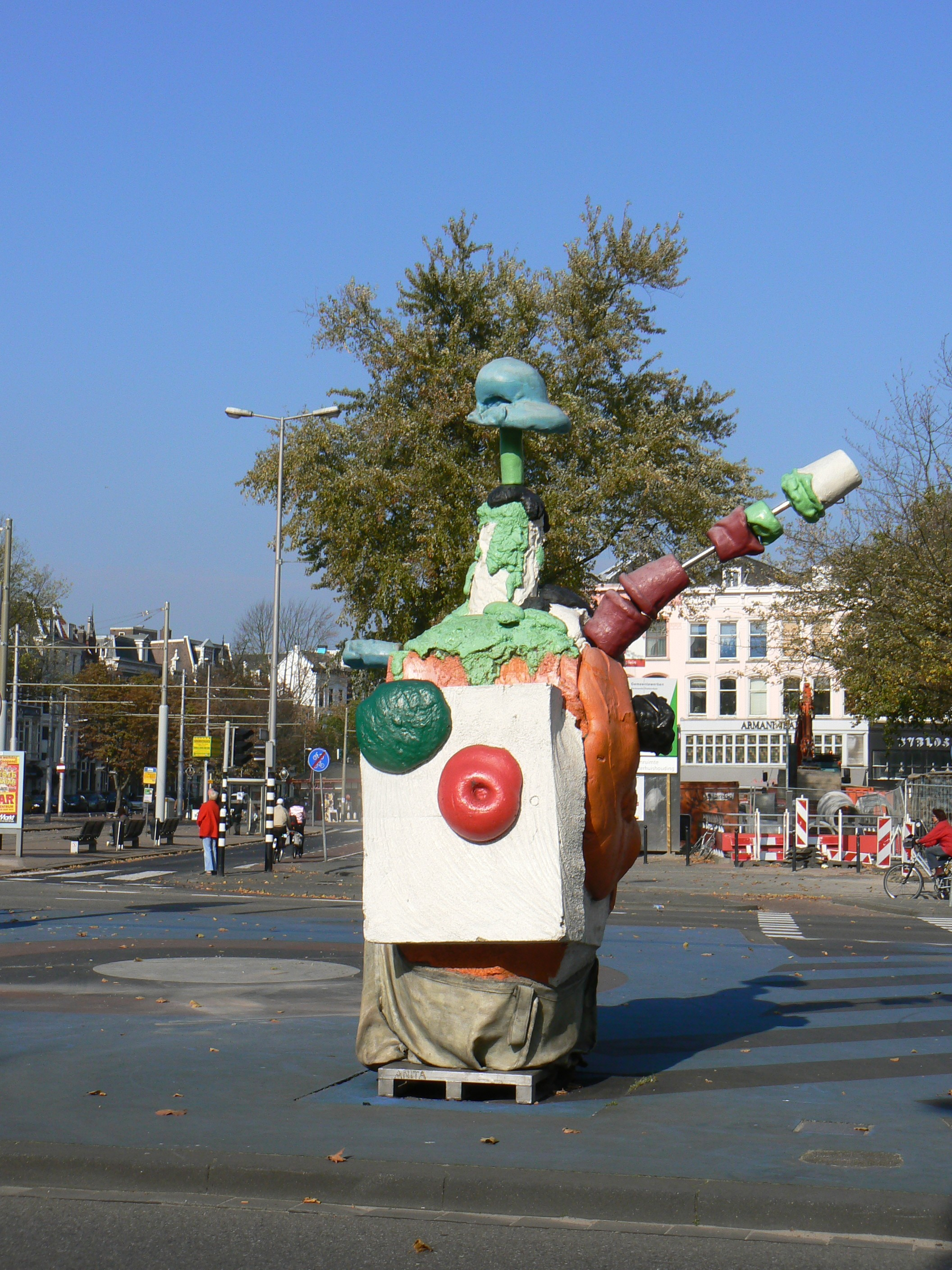
Anita (2001)
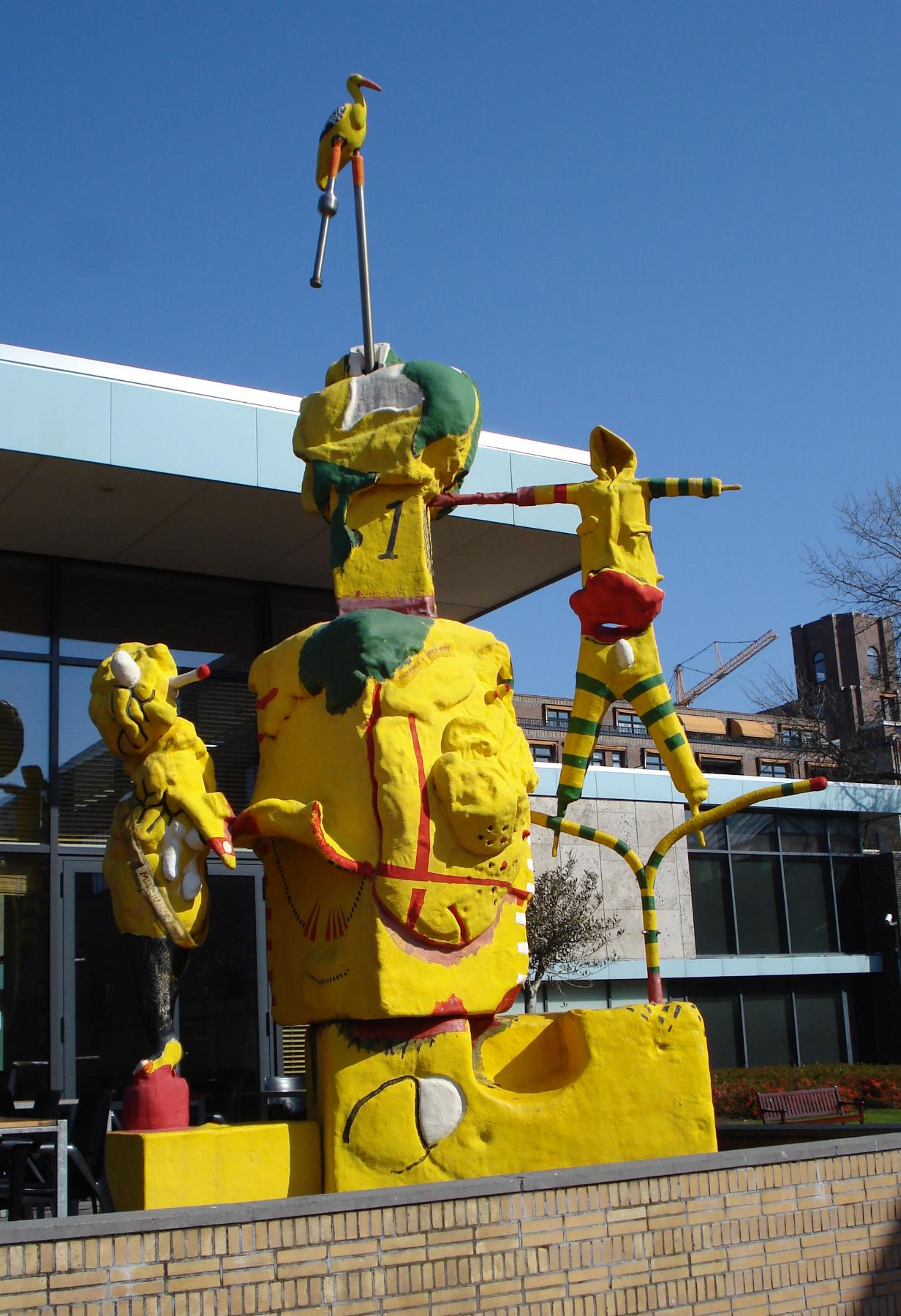
Big Fish Day (avant la lettre) (2002)
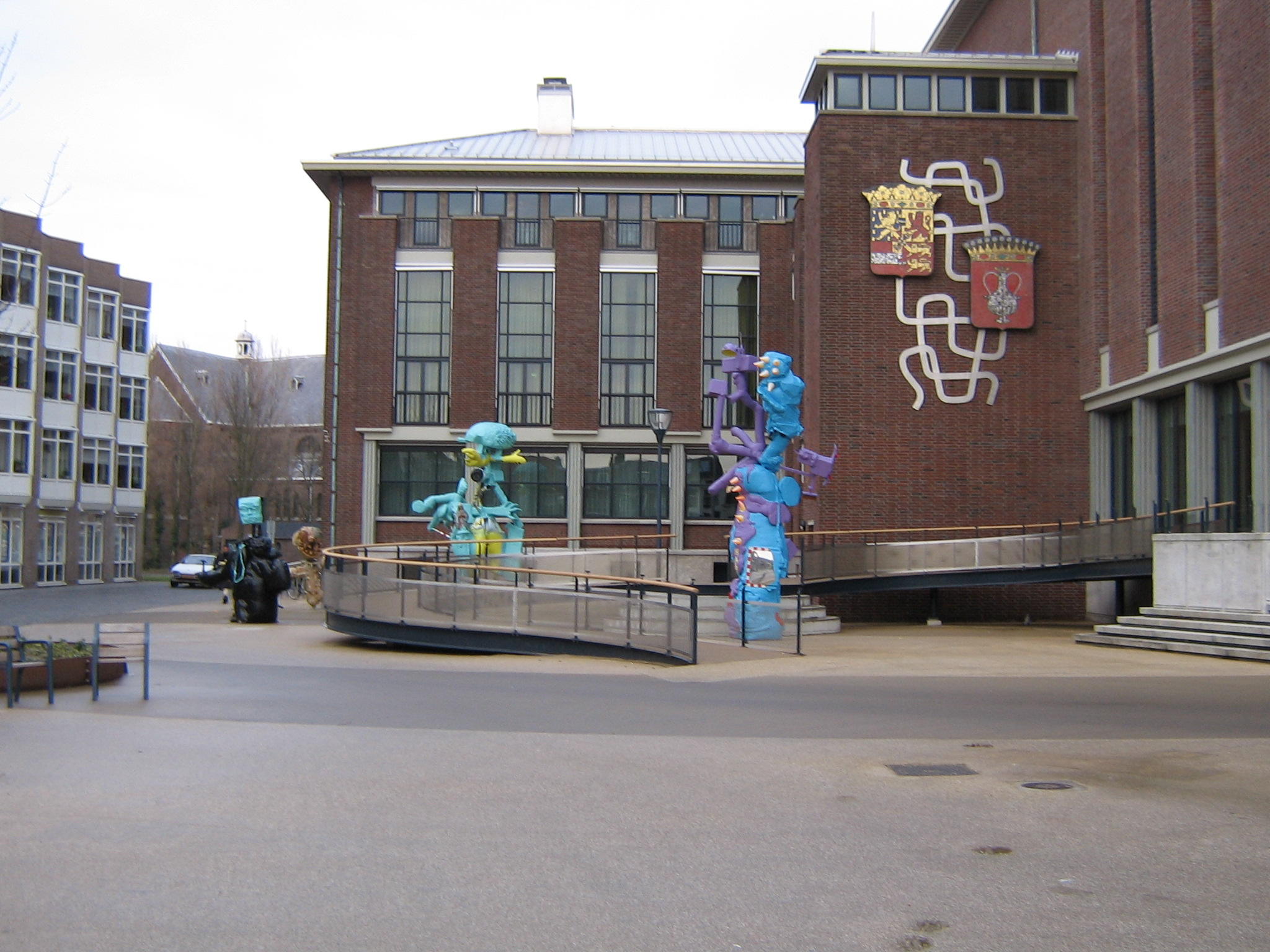
Badende Beelden (2004)
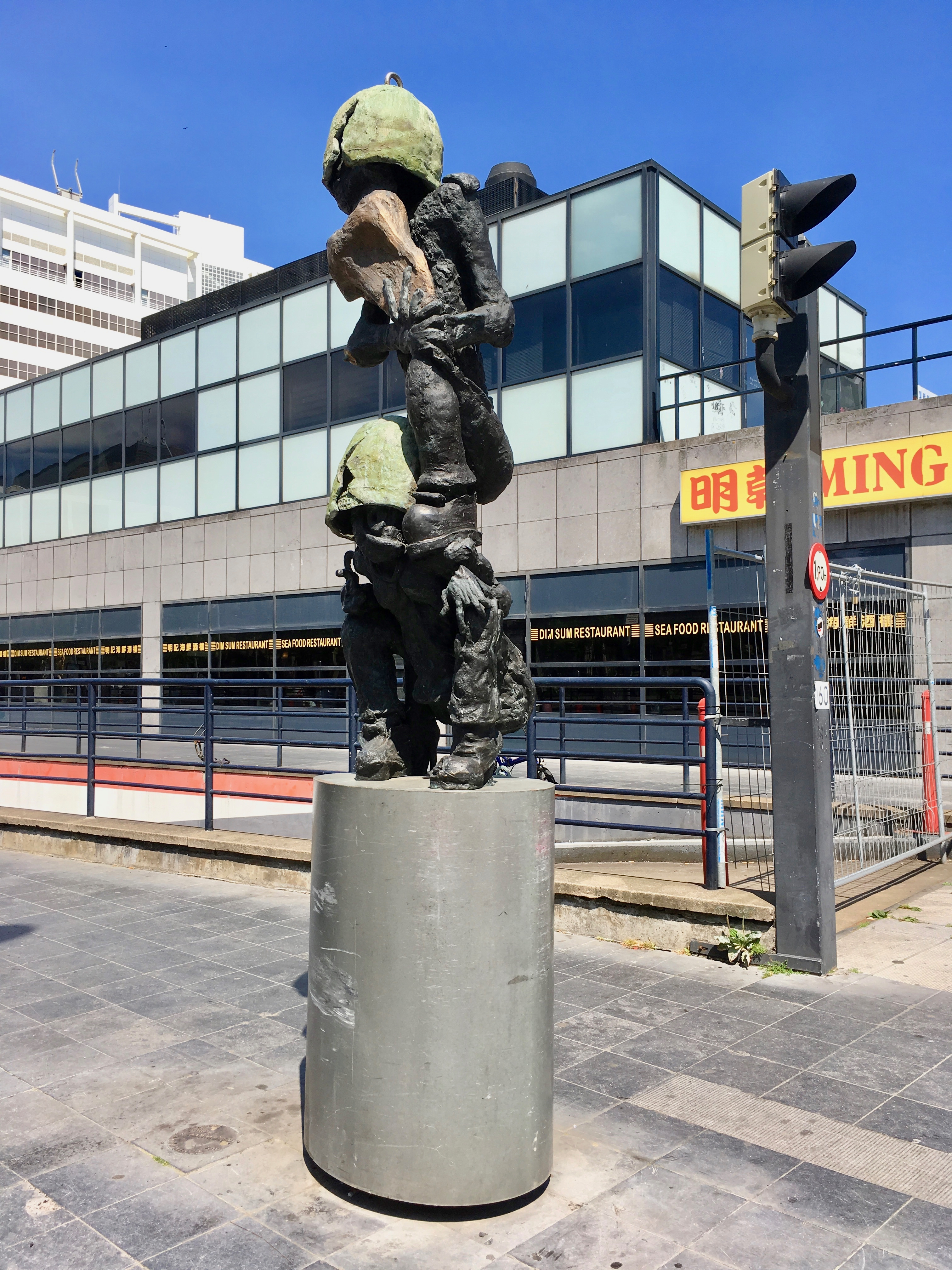
Calimero (2013)
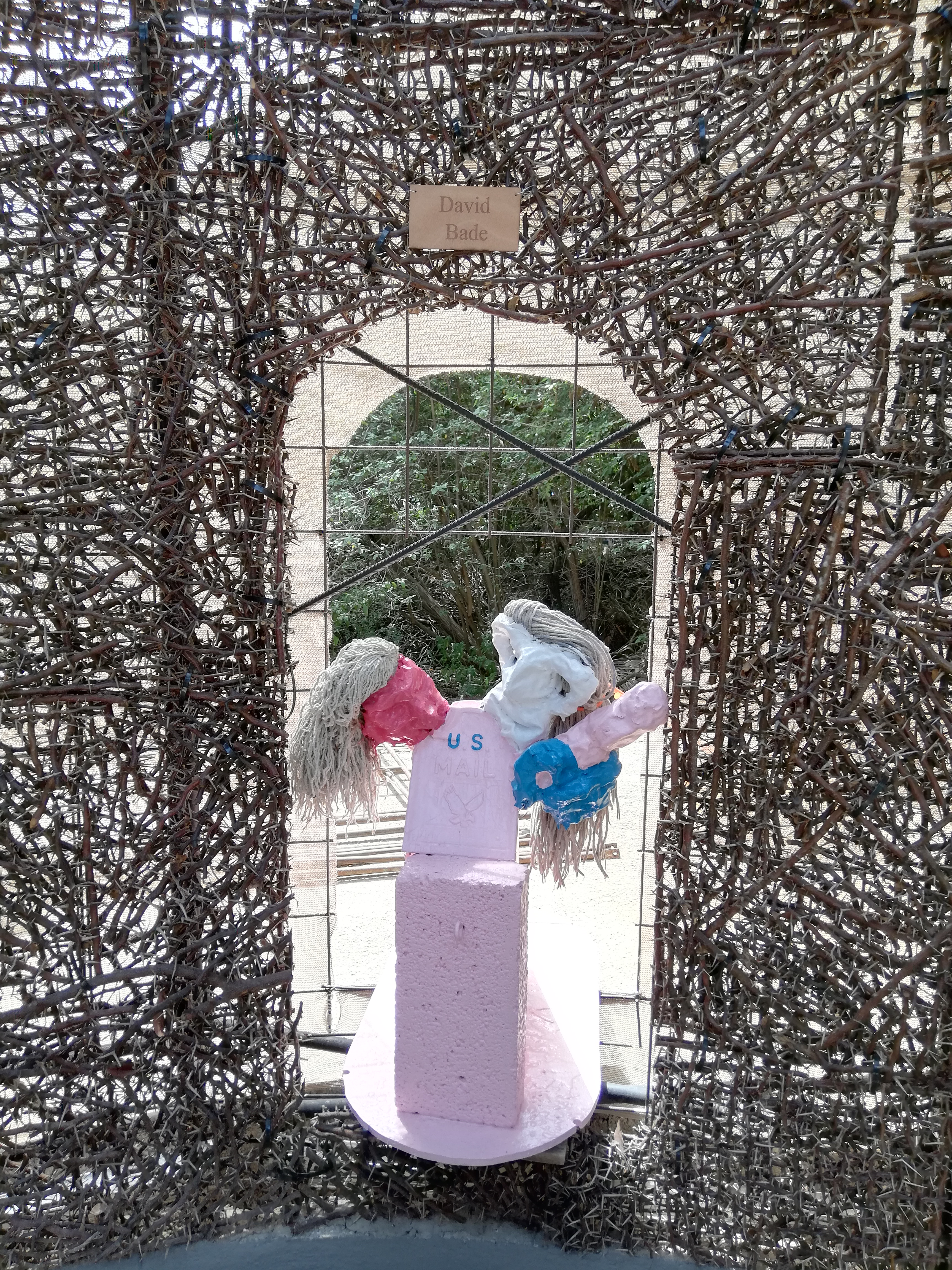
Klein werk in de kathedraal van doornen, Willemstad (Curaçao) (2020)